# El Sac de Danses
El Sac de Danses va ser un grup de mestres que van impulsar la integració de la dansa tradicional catalana a les escoles catalanes i va formar docents en aquest àmbit. El grup va estar actiu entre 1975 i 1994.

## Història

### 1975: Orígen
L'inici se l'ha de buscar amb l'entitat El Sac, Taller d’Expressió, creada el 1972 per Jaume Arnella, Núria Quadrada, Rosalia Conesa i Marcel Duch, que va esdevenir cooperativa amb 13 socis el 1973. Fins el 1978 es van centrar en l'ensenyament del llenguatge corporal.
Van publicar cançoners i quaderns de treball i van difondre cançons tradicionals en concerts i cursos. També van començar a cercar i documentar danses pel territori. En aquesta etapa va ser rellevant l'experiència de l'Escola de Mestres Rosa Sensat que va iniciar Marta Mata el 1965.

### 1978-1994: Maduresa
El local de l'entitat va canviar diverses vegades i les activitats van anar desapareixent progressivament fins al 1979. El relleu de l'entitat va passar a dos nous col·lectius, El Sac Ambulant de Núria Quadrada i Núria Fradera centrada en danses mediterrànies; i El Sac de Danses que provenia d'El Seminari de Dansa Catalana, establerta a Rubí, i que apostava per danses populars catalanes.
Aquesta segona entitat va crear molta documentació, sobretot a l'àrea metropolitana de Barcelona, i va fer més de 100 cursos entre 1977 i 1991. Entre les danses més ensenyades hi havia El ball de cascavells, El Rogle, El Patatuf, Volta cap aquí, El virolet, Les Danses de vilanova o La Masovera.
El Sac de Danses a la dècada del 1980, després d'aplegar tota la informació possible, van decidir desplaçar-se pel territori per descobrir les danses vives i aplegar-ne una vintena a la publicació Punta i Taló. El 1987, a El Risto, van comparar setanta danses catalanes per buscar els punts en comú de la dansa catalana.
El 1981 el col·lectiu va guanyar l'accèsit al Premi Raon Llull d'experiències en el camp educatiu per l'article La dansa a l'escola de Núria Fradera, que explicava la inclusió que generava la introducció de la dansa popular a les escoles. Ho emmarcava en un procés que pretenia de manera conscient impulsar la catalanització i recuperació cultural. En aquesta etapa hi van haver les principals publicacions del col·lectiu.
Els darrers anys el col·lectiu es va anar difuminant però molts dels seus membres van impulsar projectes relacionats, com el Pla de Formació Musical del Departament d'Ensenyament de la Universitat Politècnica de Catalunya, per on van passar més de 5.000 mestres, impulsat per Maria Josep Serra. El seu germà Joan Serra, ballarí, coreògraf i mestre, va ajudar diverses entitats com la UAB o els departaments de Cultura i Ensenyament de la Generalitat de Catalunya.

## Publicacions seleccionades
- Punta i Taló. Recull de danses catalanes senzilles. El Sac de Danses, 1983[1][2]
- El Risto. Danses catalanes que encara es ballen, El Sac de Danses, 1987[1]
- Danses i jocs dansats (col·lecció de carpetes de fitxes), El Sac de Danses, 1987. Reeditat per darrera vegada el 1991.[1]
- El Galop. Danses catalanes i jocs dansats (amb un disc compacte i l'enregistrament en vídeo de les danses),[3] El Sac de Danses, 1994[1][4]